# Santiago Lovell
Santiago Lovell est un boxeur argentin né le 23 avril 1912 à Buenos Aires et mort le 17 mars 1966. Il est le frère du boxeur Guillermo Lovell.

## Biographie
Il devient champion olympique des poids lourds aux Jeux de Los Angeles en 1932 en s'imposant en finale contre l'Italien Luigi Rovati. Lovell passe professionnel en 1934 et remporte les titres de champion d'Argentine et d'Amérique du Sud le 19 novembre 1938 après sa victoire aux points face à Valentin Campolo.

## Parcours auxJeux olympiques
Jeux olympiques d'été de 1932 à Los Angeles (poids lourds) :
- Bat Gunnar Barlund (Finlande) aux points
- Bat George Maughan (Canada) par arrêt de l'arbitre
- Bat Luigi Rovati (Italie) aux points

## Référence
1. ↑  (en) Résultats des Jeux olympiques 1932 (amateur-boxing.strefa.pl)